# Satan
 Der er for få eller ingen kildehenvisninger i denne artikel, hvilket er et problem. Du kan hjælpe ved at angive troværdige kilder til de påstande, som fremføres i artiklen.

Satan (græsk Σατάν Satán, hebræisk שָׂטָן Śāṭān) er et overnaturligt væsen i de abrahamitiske religioner; i jødedommen opfattes han som en af Guds tjenere, medens han i kristendommen regnes for den øverste i dæmonernes rangorden. I forskellige kontekster omtales han tillige som Lucifer, Ahriman, Antikrist, Belial, Beelzebub, Abaddon, Iblis, Fanden, Mørkets fyrste og Djævelen (græsk Διάβολος Diábolos).
Ordet Satan kommer af hebræisk שָׂטָן Śāṭān, der egentlig er et substantiv med betydningen "modstander" snarere end et egennavn.

## I jødedommen
I Det Gamle Testamente er "Modstanderen", som han dér kaldes, i udgangspunktet en noget anden skikkelse end Satan i den senere kristendom. Oprindeligt er han ét af de himmelske væsener, der kaldes gudesønnerne (se fx Jobs Bog, kap 1 og 2) og som mødes ved Jahves hof. Satan tjener her snarest som den af de himmelske væsener, hvis opgave det er at sætte menneskene på prøve for at afprøve deres retfærdighed.
Med tiden ændres opfattelsen imidlertid og man kommer i visse jødiske strømninger i stigende grad til at se Satan som en modsætning til Jahve; i århundrederne før vor tidsregning udvikler han sig (muligvis under zarathustrisk indflydelse) til en decideret "anti-Gud", en Guds arvefjende, hvilket også er den rolle, han indtager i kristendommen. Denne opfattelse findes også i visse dele af jødedommen (fx i Dødehavsskrifterne, hvor han kaldes Belial), men lige så ofte ses Satan blot som en af Guds tjenere.

## I kristendommen

### I Det Nye Testamente
Satan optræder i flere sammenhænge i Det Ny Testamente. Satan er den dæmon, der frister eller prøver mennesker.
I Det Ny Testamente faster Jesus i 40 dage. Herefter blev han i ånden ført ud i ørkenen, hvor Djævelen frister med ordene: "Hvis du er Guds søn, så sig, at stenene her skal blive til brød." (Mathæus Kap. 4.3). Djævelen fører derefter Jesus til tempelet, og beder ham kaste sig ud, for Guds engle vil redde ham. Igen afviser Jesus fristelsen. Til sidst frister Djævelen med at give Jesus al magt i hele verden, hvis han vil tilbede Djævelen. Jesus afviser disse tilbud med ordene:
- "Vig bort, Satan! For der står skrevet: Du skal tilbede Herren din Gud og tjene ham alene." (Mathæus kap. 4.10)
Efter disse ord forlader Satan ham, hvorefter engle viser sig for Jesus. Samme fortælling forekommer med få variationer i de synoptiske evangelier.
I Johannesevangeliet farer Satan ind i Judas Iskariot, hvorefter han forråder Jesus. (Johannesevangeliet 13.27)
Johannes Åbenbaring fortæller, at Satan bliver fængslet i 1000 år, hvorefter han for en stund slippes fri:
"Når de tusind år er omme, skal Satan slippes løs fra sit fængsel og gå ud og forføre folkeslagene i alle de fire verdenshjørner, Gog og Magog, og samle dem til krig, talrige som havets sand." (Johannes Åbenbaring Kap. 20.7 ff.); men Djævelen destrueres til sidst i "søen af ild og svovl".
Det er det sidste man hører om Satan i Det Nye Testamente.

### I den traditionelle opfattelse
Ifølge kristen tradition, snarere end teologi, er Lucifer (lat. "lysbæreren", af gr. Eosforos "morgengrybæreren") en falden engel. En falden engel er en engel, der pga. en synd forvises fra himmeriget af Gud. Ifølge skriftet Adam og Evas liv blev Satan udstødt af Gud, da Satan nægtede at tilbede Adam, der var skabt i Guds billede. Engle kan pga. deres guddommelige natur og "indbyggede" forstand på godhed ikke tilgives, når de begår en synd. Lucifer faldt pga. individualisme. Med andre ord ønskede han at kontrollere menneskeheden og vende denne mod Gud og blive større end Gud, hvorefter Gud forviste Lucifer fra himmeriget (faldet) og styrtede ham ned i Helvede, hvor han blev Helvedes hersker, Satan eller ho diabolos, Djævelen.
Opfattelsen af Satan som en falden engel går langt tilbage i den kristne historie. Kirkefaderen Augustin skrev i sit værk Enchiridion de Fide, Spe et Caritate, at der var plads til mennesket i himlen, fordi der var en gruppe engle, som havde gjort oprør mod Gud og som straf var blevet kastet ud af himlen.

### Alternative synspunkter
De Polske Brødre, unitarer, og kristadelfianere mener, at Satan er en allegori af synd.

## I islam
I islam kendes Satan som Iblis إبليس eller Shaitan شيطان", der var anfører for djinnerne, indtil han nægtede at adlyde Allahs krav om, at han kastede sig ned foran Adam, fordi han ikke ville anerkende, at mennesket skulle være ham overlegent. I islam regnes Satan for en djinni, en ildånd, modsat englene, der er lavet af lys.

## Sprogligt
I mange sprog anvendes "Satan" som et skældsord.